# The Hardest Part Is the Night
The Hardest Part Is the Night è una canzone dei Bon Jovi, scritta da Jon Bon Jovi, Richie Sambora, e David Bryan. Fu estratta come terzo singolo dal secondo album in studio del gruppo, 7800° Fahrenheit, nell'ottobre del 1985. È significativa per essere stata la prima hit del gruppo a venire pubblicata nel Regno Unito, dove si piazzò alla posizione numero 68. È l'unico singolo estratto dall'album a non essere entrato nelle classifiche degli Stati Uniti.
Nessuna canzone di 7800° Fahrenheit è stata eseguita dal vivo dai Bon Jovi per oltre venti anni, questo perché la band non riteneva tale disco allo stesso livello qualitativo di quelli che avrebbe pubblicato negli anni successivi. Tuttavia, durante il The Circle Tour del 2010, il gruppo è tornato a suonare The Hardest Part Is the Night e altre canzoni dei suoi primi due album.
Il brano non possiede un videoclip vero e proprio, anche se va detto che è presente una sua versione dal vivo nella registrazione Breakout: Video Singles, che raccoglie tutti i video dei primi due album pubblicati dai Bon Jovi.

## Formazione
- Jon Bon Jovi - voce
- Richie Sambora - chitarra solista, seconda voce
- David Bryan - tastiere, seconda voce
- Alec John Such - basso, seconda voce
- Tico Torres - batteria, percussioni